# Petite Fleur
A Petite Fleur című örökzölddé vált dalt  Sidney Bechet írta, 1952-ben vették fel, először a Sidney Bechet All Stars előadásával, aztán pedig a  Claude Luter and his Orchestra rögzítette lemezre. 1959-ben vált világszámmá Monty Sunshine klarinét szólójával és a Chris Barber's Jazz Banddel. Az US Hot 100-on ötödik volt, a brit listán pedig harmadik helyezést ért el.
Az eredetileg zenekari számhoz aztán szöveget írt Sidney Joseph Bechet. A dalhoz más szövegek is születtek, Paddy Roberts (1959),  Petula Clark franciául rögzítette a dalt, és a Hello Paris (1962) című albumon szerepelt. magyar nyelven például Gubik Mira adta elő.

## Híres felvételek
Chris Barber's Jazz Band, Petula Clark, Danielle Darrieux, Angélique Kidjo, Benkó Dixieland Band, The Hot Sardines, Andrea Motis, Thomas Dutronc, Banda Magda, Jean Marie Riachi, Bob Crosby, Molnár Dixieland Band, Henri Salvador, Marie Myriam, Cyrille Aimée,...
Magyarul: YouTube-videó. YouTube